# 샘 그라나
샘 그라나(Sam Grana)는 캐나다의 영화배우, 각본가, 텔레비전 배우이다.

## 영화
- 스턱 (2007년)
- 블랙 아이 독 (2006년)
- 네버 투 레잇 (1997년)
- 잊혀진 전쟁 (1986년)